# Eunidia mediomaculata
Eunidia mediomaculata là một loài bọ cánh cứng trong họ Cerambycidae.